# Luis Antonio de Villena
Luis Antonio de Villena (Madrid, 31 de octubre de 1951) es un poeta, narrador, ensayista, crítico literario y traductor español. Como poeta se le asocia, erróneamente, con el grupo de los novísimos o venecianos. Su lírica y prosa, sensible al pasado cultural y a la contemporaneidad, su postura estética, cercana al movimiento dandi, se resume en un epicureísmo homoerótico que asume tradiciones culturalistas y decadentes. En su obra se percibe una tendencia cada vez más centrada en el fracaso y la marginación, aunque abundan los cambios de perspectiva —desde los sonetos de Desequilibrios a los renovados poemas en prosa de La prosa del mundo—. Es uno de los autores más reconocidos de la literatura homosexual en España abordada en el conjunto de su polifacética obra.

## Biografía
Primero escribí ensayos porque quería ser sabio y luego poesía después de leer a los modernistas y los simbolistas (Manuel Machado, Verlaine, Baudelaire…). A los quince o dieciséis años ya tenía escrito algún libro. Creo que el primero se llamaba «Aromas de ensueño». Luego lo rompí. Posteriormente, en segundo de carrera, ya en la Universidad, tuve un profesor que me empujó a la literatura en vivo, al mundo editorial. Mi primer libro publicado es de cuando yo tenía 19 años, pero ya era mi octavo libro.
Luis Antonio de Villena

Fue alumno del Colegio del Pilar de Madrid.  en el que sufrió bullyng. En su formación influyeron los clásicos grecolatinos y, sobre todo, algunos poetas de la modernidad como Pound o Cernuda. Es licenciado en filología románica y estudió además lenguas clásicas y orientales. Su obra creativa en verso o prosa ha sido traducida a varias lenguas —entre ellas, alemán, japonés, italiano, francés, inglés, portugués o húngaro—.
Ha recibido los premios Nacional de la Crítica en poesía (1981), el Azorín de novela (1995), el internacional Ciudad de Melilla de poesía (1997), el Sonrisa Vertical de narrativa erótica (1999) y el premio de poesía «Generación del 27» (2004). En 2007 obtuvo el II Premio Internacional de Poesía El Viaje del Parnaso por su libro titulado «La prosa del mundo». Su último libro de poemas, para Visor, ha sido Lujurias y apocalipsis (2022).
Es doctor honoris causa por la Universidad de Lille (Francia) desde noviembre de 2004 y ha realizado traducciones de William Beckford (la Excursión a Batalha y Alcobaça), de los sonetos de Miguel Ángel, del poeta inglés Ted Hughes (exmarido de Sylvia Plath), del francés Du Bellay, del latino Catulo, de la poesía goliárdica medieval y de la parte de la Antología Palatina denominada «Musa de los muchachos» y compilada por Estratón de Sardes, que reúne poemas homoeróticos de varios autores.
Ha escrito numerosos ensayos de crítica literaria y colabora habitualmente en la prensa con artículos de opinión; también ha sido antólogo de poesía joven y ha realizado diversas ediciones críticas. Es, asimismo, un habitual conferenciante y contertulio en radio y televisión. Desde octubre de 2008 a julio de 2010 dirigió y presentó el programa Las aceras de enfrente, en Radio 5 de RNE, dirigido al colectivo LGTB. Actualmente habla de libros en el programa de RNE El ojo crítico.

## Polémica
En 2007 se le acusó de ganar de forma irregular el II Premio Viaje al Párnaso, por el libro La prosa del mundo, que contenía poemas ya publicados meses antes en otro libro publicado por la editorial 4 de agosto.

### Obra poética
| Año  | Obra                                                                        | Notas |
| ---- | --------------------------------------------------------------------------- | --- |
| 1971 | Sublime Solarium. Ed. Bezoar, Madrid                                        | El título de este libro, proviene del Memoriale sanctorum de Eulogio de Córdoba, escrito hacia el 850 de nuestra era. Varias reediciones. |
| 1975 | Hymnica. Ed. Ángel Caffarena, Málaga                                        | Antología de dos libros aún inéditos en ese momento: «Syrtes» y «El viaje a Bizancio». |
| 1976 | El viaje a Bizancio. Ed. Diputación Provincial, Málaga                      | El poeta anglo irlandés William B. Yeats, levantó en dos de sus mejores poemas una ciudad-símbolo. Bizancio como enclave de eternidad. |
| 1978 | El viaje a Bizancio. Ed. Colección Provincia, León.                         | Edición definitiva del libro homónimo. Varias reediciones, la última del 2019, como libro exento. |
| 1979 | Hymnica. Ed. Hiperión, Madrid.                                              | Recoge poemas escritos por el autor entre junio de 1974 y abril de 1978. |
| 1981 | Huir del Invierno. Ed. Hiperión, Madrid (Premio de la Crítica).             | La búsqueda de todo lo que la luz y el meridiano representan. |
| 1981 | Un paganismo nuevo (antología). Ed. Olifante, Zaragoza.                     | Antología de la obra lírica de Luis Antonio de Villena hasta 1981. |
| 1983 | Poesía 1970-1982 (con prólogo de José Olivio Jiménez), Ed. Visor, Madrid.   | Primera vez que se recopila su poesía completa hasta «Huir del Invierno» inclusive. |
| 1984 | La muerte únicamente. Ed. Visor, Madrid                                     | Canto al deseo. |
| 1986 | Marginados (antología). Ed. La pluma del águila, Valencia                   | Conjunto de poemas inéditos; no guarda relación con la obra homónima de 1993. |
| 1989 | Poesía 1970-1984. Ed. Visor, Madrid                                         | Ampliación de la anterior obra completa. |
| 1990 | Como a lugar extraño. Ed. Visor, Madrid                                     | Lleva la poesía de Villena a dos puntos opuestos y complementarios: metafísica y sensibilidad, sexo y renuncia, lenguaje literario y directo. |
| 1993 | Marginados. Ed. Visor, Madrid                                               | Poesía social: de la pena, la rabia, la pasión y el desprecio. |
| 1995 | La belleza impura (Poesía 1970-1989). Ed. Visor, Madrid                     | En este volumen se recoge la obra del autor hasta 1989, ampliando la anterior edición publicada bajo el título «Poesía 1970-1982». |
| 1996 | Asuntos de delirio. Ed. Visor, Madrid                                       | Una posible influencia la deja entrever Villena al mencionar una entrevista, fechada en Turín en 1951 hecha a Montale: «Habiendo sentido desde que nací una total desarmonía con la realidad que me rodeaba… Quizá yo sea un enamorado de todas las realidades por disgusto. Detesto la normalidad. Y detesto a quienes han levantado el ominoso monumento a esa Normalidad, que nos lleva a todos a la grisalla y a la muerte». |
| 1998 | Celebración del libertino. Ed. Visor, Madrid (XIX Premio Ciudad de Melilla) | En el francés del siglo XVII, libertin pasó a ser quien no se sometía a las creencias o prácticas de la religión. Y, como consecuencia, quien buscaba una vida distinta, desarreglada, respecto a la moralidad al uso. |
| 1998 | Afrodita mercenaria. Ed. Árgoma, Santander.                                 | Antología temática que recoge, hasta el año de su publicación, una serie de poemas sobre el «amor mercenario». |
| 2000 | Syrtes. Ed. DVD, Barcelona                                                  | Se trata del segundo libro de poemas de Villena, escrito en 1972, que por no encontrar editorial en su momento permaneció inédito hasta el año 2000. |
| 2001 | Las herejías privadas. Ed. Tusquets, Barcelona                              | Un libro contra la culpa y contra el daño. |
| 2003 | 10 sonetos impuros. Ed. Renacimiento, Sevilla.                              | Anticipo de Desequilibrios. |
| 2004 | Desequilibrios. Ed. Visor, Madrid                                           | Colección de 51 sonetos, la mayoría de ellos irregulares en pos de sonoridades y modos nuevos, pero todos se atienen a la estructura del soneto (dos cuartetos y dos tercetos, en algunas ocasiones con estrambote). |
| 2004 | Alejandrías (Antología). Ed. Renacimiento, Sevilla.                         | En palabras de Juan Antonio González Iglesias: «Para la presente antología, Luis Antonio de Villena ha elegido un título en plural, Alejandrías. […] Es, en fin, la ciudad de las antologías y de los comentarios que unos poetas hicieron a la obra de otros». Reedición ampliada en 2015. |
| 2005 | Los gatos príncipes. Ed. Visor, Madrid (VII Premio Generación del 27)       | Recopilación de poemas escritos entre la primavera de 1998 y la primavera final de 2001. |
| 2006 | Países de luna. Ediciones Centro Generación del 27. Málaga.                 | Adelanto de nuevos poemas. |
| 2007 | La prosa del mundo Visor, Madrid.                                           | Poemas en prosa: o sea, poemas con ritmos nuevos y un punto de narratividad. |
| 2008 | Honor de los vencidos. Fondo de Cultura Económica. México.                  | Antología de su obra poética a cargo de Martín Rodríguez-Gaona que reúne textos de todos sus libros de poesía publicados desde 1972 a 2006. |
| 2009 | La prosa del mundo Visor, Madrid. (2.ª edición)                             | Añadidos 40 poemas desde fines de 2007. |
| 2011 | Caída de Imperios. Renacimiento, Sevilla.                                   | Se trata de un recopilación de poemas en prosa inéditos. |
| 2012 | Proyecto para excavar una villa romana en el páramo. Visor, Madrid.         | Un libro elegíaco sobre el tiempo, su tránsito y sus bellezas. |
| 2014 | Sublime Solarium. Libros del Aire, Madrid.                                  | Nueva edición con un estudio introductorio de Martín Rodríguez-Gaona. |
| 2014 | Cuerpos, teorías, deseos (Antología) Editorial Verbum. Madrid               | Antología de poemas (1971-2012) realizada por el autor. |
| 2016 | Imágenes en fuga de esplendor y tristeza. Visor, Madrid.                    | Poemas acompañados de fotos. Premio de la Crítica de Madrid en 2016. |
| 2016 | Erómenos. Amistades Particulares, Madrid.                                   | Edición muy cuidada de 18 poemas que quedaron fuera de "Imágenes en fuga..." Edición única de solo 150 ejemplares. |
| 2016 | Hymnica Abscondita. Renacimiento, Sevilla.                                  | Librito que recoge, con algún añadido y prólogo explicativo, los poemas que no se publicaron en la edición primera de Hymnica. Completa ese ciclo. |
| 2016 | Alejandrías. Colección Mundus, Cuenca (Ecuador).                            | 2.ª edición de Alejandrías (Renacimiento). |
| 2017 | En afán desmedido. Universidad Veracruzana, Xalapa.                         | Antología de toda la poesía del autor, con palabras liminares del mismo. Hecha por Jorge Lobillo. |
| 2017 | El nómade exquisito. Uniediciones. Col. Zenócrate, Bogotá.                  | Antología de la poesía del autor hecha y prologada por Fernando Denis. |
| 2020 | Grandes galeones bajo la luz lunar. Visor, Madrid.                          | Poemas en verso largo sobre sensualidad y melancolía. |
| 2022 | La Belleza impura"(Poesía 1970-2021). Volumen I y II.Milenio, Lleida.       | Poesía completa hasta hoy de Luis Antonio de Villena. |
| 2022 | Lujurias y apocalipsis. Visor, Madrid.                                      | Poemas de pasión salvadora en medio de la destrucción del mundo. |
| 2024 | Saturnalia. Kasbah, Madrid                                                  | Antología de la obra del autor, hecha por Miguel Ángel Altanira. |
| 2025 | Miserable vejez. Visor, Madrid                                              | Nuevo libro centrado en la terrible vejez y la necesaria juventud. |

### Obra narrativa
| Año  | Obra | Notas |
| ---- | --- | --- |
| 1980 | Para los dioses turcos (relatos). Ed. Laertes, Barcelona.                                                                               | Libro de relatos, es la primera obra de narrativa de Luis Antonio de Villena; fue reeditado en Ed. Planeta, Barcelona dentro de La fascinante moda de la vida. |
| 1982 | Ante el espejo. Ed. Argos-Vergara, reeditado en Ed. Mondadori.                                                                          | Fue la primera novela publicada por el autor. Es la historia de un adolescente solitario, enfrentado a la promesa de un mundo que le fascina y teme, y al ámbito cerrado de una familia aristocrática y en decadencia. |
| 1983 | Amor Pasión. Ed. Laertes, Barcelona, reeditado en Espasa-Calpe.                                                                         | Un relato de amor sobre los sucesos que irrumpen en la vida de un joven profesor universitario. |
| 1986 | En el invierno romano. Ed. Plaza-Janés, (reeditado en Ed. Planeta dentro de La fascinante moda de la vida).                             | Fue el segundo libro de relatos publicado por Luis Antonio de Villena. |
| 1989 | Chicos. Ed. Mondadori, reeditado en Ed. Planeta, Barcelona (también en bolsillo).                                                       | Una novela coral, compuesta de 8 relatos. |
| 1992 | Fuera del mundo. Ed. Planeta, Barcelona (reeditado en 2011 por Cabaret Voltaire, Barcelona).                                            | Novela lírica, aventurera, romántica. |
| 1994 | Divino. Ed. Planeta, Barcelona. | Novela escrita en diferentes voces y planos, sobre los estetas y novelistas galantes de los años veinte. |
| 1994 | El tártaro de las estrellas Ed. Pretextos (también en edición de kiosco).                                                               | Recopilación de cuentos escritos entre 1985 y 1992. Para el autor, el cuento «es la poesía de la prosa. Debe tener intensidad dentro de la narratividad. Ofrece sólo un fragmento, pero lo exalta». |
| 1995 | El burdel de Lord Byron. Ed. Planeta, Barcelona (Premio Azorín).                                                                        | Novela donde se establece una relación ficticia entre una moza llamada Lily y Lord Byron. Reeditado (5ªedición) en Stella Maris, Barcelona, 2016- |
| 1996 | Fácil. Ed. Planeta, Barcelona (también en bolsillo).                                                                                    | Novela donde «un joven de aire perdido se acerca a un escritor, que gusta de los ambientes turbulentos, y le propone contarle su vida: una vida oscura». |
| 1997 | El charlatán crepuscular. Ed. Planeta, Barcelona.                                                                                       | Novela que relata el último encuentro entre Oscar Wilde y su antiguo amante Lord Alfred Douglas, que tiene lugar en 1898 en un viejo café parisino. |
| 1998 | Oro y locura sobre Baviera. Ed. Planeta, Barcelona.                                                                                     | Novela que ahonda en la figura del rey Luis II de Wittelsbach. |
| 1999 | La fascinante moda de la vida. Ed. Planeta, Barcelona.                                                                                  | Reúne dos libros de cuentos y un relato inédito. |
| 1999 | Madrid ha muerto. Ed. Planeta, Barcelona (varias ediciones en Planeta, reeditado en 2006 por El Aleph, Barcelona)                       | Novela coral donde el narrador, Rafa Antúnez, quiso ser escritor y es guionista de cine. El autor ha confesado que la inspiración principal de esta obra se halla en su participación como «espectador» en la movida, en compañía de Fernando Savater. |
| 1999 | El mal mundo. Ed. Tusquets, Barcelona (XXI Premio La Sonrisa Vertical).                                                                 | Recopilación de dos relatos líricos y complementarios. |
| 2000 | Pensamientos mortales de una dama. Ed. Planeta, Barcelona.                                                                              | Novela lírica donde de Villena traza un retrato femenino. |
| 2003 | La nave de los muchachos griegos. Ed. Alfaguara, Madrid.                                                                                | Novela que narra la vida y últimos años de Petronio, autor de El Satiricón; además de otras historias sobre: Edward Carpenter, Maurice Sachs, William Burroughs, Oscar Wilde, Julián del Casal y William Beckford. |
| 2004 | El bello tenebroso. Ed. La esfera de los libros, Madrid.                                                                                | Relato sobre la necesidad de la rebeldía como contraposición a una vida «normal». |
| 2004 | Huesos de Sodoma. Ed. La Odisea, Madrid.                                                                                                | Novela sobre la posibilidad de un mañana en el que los homosexuales de todo el mundo se dividen en dos facciones a raíz del descubrimiento de los restos de Sodoma. |
| 2004 | Tu piel en mi boca. Ed. Egales, Madrid.                                                                                                 | Antología con relatos homoeróticos de Luis Antonio de Villena, Marcelo Soto, Lawrence Schimel, Norberto Luis Romero, Pablo Peinado, Mario Merlino, Eduardo Mendicutti, Antonio Jiménez Ariza, José Infante, Juan P. Herráiz, Francisco J. Gutiérrez, Luis G. Martín, Luis Deulofeu, Moncho Borrajo, Luis Algorri, Lluís Maria Todó y Leopoldo Alas Mínguez.                      |
| 2004 | Patria y sexo. Ed. Seix Barral, Barcelona.                                                                                              | Dos segmentos de autobiografía: el adolescente parafascista de la OJE (Organización Juvenil Española) y la pausa o intervalo del servicio militar. |
| 2005 | Los días de la noche. Ed. Seix Barral, Barcelona.                                                                                       | En palabras del autor: «Son unas memorias parciales. Porque no hablan de mi vida toda en aquellos años (1974-1978) sino sólo de los momentos o historias que circularon con notable intensidad alrededor del momento poemático. A veces pienso que aquéllos fueron los días más felices de mi vida».                                                                             |
| 2006 | Retratos (con flash) de Jaime Gil de Biedma. Ed. Seix Barral, Barcelona.                                                                | Aproximación biográfica sobre Jaime Gil de Biedma que incluye la reproducción facsimilar de la presentación inédita de Gil de Biedma pronunciada por Villena en 1976. |
| 2006 | Mi colegio. Ed. Península, Barcelona | Libro de memorias, escrito mediante escenas o estampas sin sucesión cronológica. |
| 2007 | El sol de la decadencia. Ed. El Aleph, Barcelona (también en libro electrónico).                                                        | Novela donde un joven estudiante de literatura acepta un peculiar trabajo: escribir las memorias de Alfred Taylor, anciano caballero inglés afincado en California y retirado del mundo del cine. |
| 2010 | Malditos. Ed. Bruguera, Barcelona. | Memorias centradas en sus recuerdos sobre Emilio Jordán (seudónimo de Eduardo Haro Ibars). |
| 2012 | Majestad caída. Ed. Alianza, Madrid. | Aproximación biográfica sobre Aníbal Turena, poeta y pintor de origen francés. |
| 2014 | «Un hombre o dos o tres» (cuento) | Lo que no se dice. Antología de relatos inéditos de Luis Antonio de Villena, Eduardo Mendicutti, Luisgé Martín, Lluís Maria Todó, Fernando J. López, Óscar Esquivias, Luis Cremades, Lawrence Schimel, José Luis Serrano, Óscar Hernández Campano y Álvaro Domínguez Rodríguez-Volta. Ilustraciones de Raúl Lázaro. Madrid: Dos Bigotes, 2014. Segunda edición en abril de 2018. |
| 2015 | El fin de los palacios de invierno (Recuerdos de infancia y primera juventud) 1951-1973. Ed. Pre-Textos, Valencia.                      | Primer tomo de las memorias personales del autor. |
| 2017 | Dorados días de sol y noche 1974-1996. Ed. Pre-Textos, Valencia.                                                                        | Segundo tomo de las memorias. |
| 2018 | Mamá. Ed. Cabaret Voltaire, Madrid. | Recuerdos de la madre, tras su muerte. |
| 2019 | El exilio del rey. Ed. Cabaret Voltaire, Madrid.                                                                                        | Novela sobre el fin de Aníbal Turena (personaje de otras obras de Villena). |
| 2019 | Las caídas de Alejandría (Los bárbaros y yo) 1997-2018. Editorial Pre-textos, Valencia.                                                 | Tercer y último tomo de las memorias del autor. |
| 2021 | "Cinco cuentos extraños". Ed.Renacimiento,Sevilla.                                                                                      | Relatos inéditos de varias épocas sobre reales personajes raros. |
| 2021 | La vida feliz de mis jóvenes ricos. Editorial Universidad Veracruzana, Xalapa (México)Edición sólo para México.                         | Novela lírica sobre los jóvenes felices -y no tanto- de los 70 pasados. |
| 2023 | "Fulgor y desastre en la decadencia.Retrato de Jacques d'Adelswärd-Fersen". Editorial Amistades Particulares, Madrid. Edición limitada. | Novela de no ficción sobre el poeta y millonario francés homosexual, exilado en Capri. |

### Ensayo
| Año  | Obra | Notas |
| ---- | --- | --- |
| 1974 | El dandismo. Ed. Felmar. | Incluye traducciones de Baudelaire, Barbey y Balzac. |
| 1975 | La revolución cultural (Desafío de una juventud). Ed. RTV Planeta, Barcelona.                                                     | Testimonio de una época en la que tuvieron lugar importantes cambios sociales y culturales. |
| 1976 | Antología general e introducción a la obra de Manuel Mujica Lainez. Ed. Felmar, Madrid.                                           | |
| 1978 | Dados, amor y clérigos (Los goliardos en la Edad Media europea). Ed. Cupsa, Madrid (reeditado en 2010 por Renacimiento, Sevilla). | Estudio sobre la poesía y los clérigos vagantes medievales. |
| 1979 | Catulo. Ed. Júcar. | |
| 1979 | Oscar Wilde, reeditada en Planeta en 2001 (corregido y aumentado) bajo el título de «Wilde Total».                                | |
| 1982 | Heterodoxias y contracultura (con Fernando Savater). Ed. Montesinos, Barcelona.                                                   | |
| 1983 | Corsarios de guante amarillo. Ed. Tusquets, Barcelona (reeditado por la editorial Valdemar, 2003).                                | Aproximación a los dandis británicos William Beckford, Lord Byron, Oscar Wilde y los hispánicos Antonio de Hoyos y Vinent y Luis Cernuda. |
| 1984 | El razonamiento inagotable de Juan Gil-Albert. Ed. Anjana, Madrid.                                                                | Libro-entrevista con Gil-Albert. La charla tuvo lugar en Valencia en 1983. |
| 1986 | José Emilio Pacheco. Ed. Júcar, Madrid.                                                                                           | Ensayo sobre José Emilio Pacheco (México, 1939), autor de obras poéticas en el ámbito hispánico. Reedición corregida y muy aumentada como "Iniciación a José Emilio Pacheco" en las Ediciones de la Universidad Veracruzana. Xalapa (México), 2019. |
| 1986 | La tentación de Ícaro. Ed. Lumen.                                                                                                 | |
| 1988 | Máscaras y formas del Fin de Siglo. Ed. Libros del dragón (reeditado en 2002 en Ed. Valdemar, Madrid).                            | Recopilación de una serie de textos sobre escritores, pintores y sus obras, emparentados con la corriente estética de finales del siglo XIX. |
| 1989 | A la contra. Ed. Regional de Extremadura.                                                                                         | Colección de artículos compilados por la Editora Regional de Extremadura. |
| 1991 | Yo, Miguel Ángel Buonarroti. Ed. Planeta, Barcelona (reeditado como Miguel Angel, el genio nocturno Booket, 2005).                | Aproximación biográfica sobre el pintor renacentista. |
| 1992 | El libro de las perversiones. Ed. Planeta, Barcelona.                                                                             | Libro muy literario y novedoso sobre el lado más humano de las llamadas "perversiones sexuales". 2.ª Edición (corregida y aumentada) Drácena, Madrid, 2018. |
| 1993 | Leonardo Da Vinci (una biografía). Ed. Planeta, Barcelona.                                                                        | Aproximación biográfica sobre el pintor renacentista. |
| 1994 | Antibárbaros. Ed. Renacimiento, Sevilla (artículos).                                                                              | Serie de artículos sobre temas diversos cuyo denominador común es la anti-barbaridad. |
| 1995 | Carne y tiempo (lecturas e inquisiciones sobre Constantino Kavafis). Ed. Planeta, Barcelona.                                      | Ensayo sobre la poesía de Constantino Kavafis. |
| 1997 | Lecciones de estética disidente. Ed. Pre-Textos, Valencia.                                                                        | |
| 1997 | Biografía del fracaso. Ed. Planeta, Barcelona .                                                                                   | Como de Villena dice: «…se podría trazar una tipología razonada del perdedor: el que no pudo, el que no quiso, el que cayó más lejos. El cobarde, el excesivo, el aceptador, el comprado. El que asume una cierta mediocridad, el que se rebela, el que se destruye a sí mismo. Perdedores todos, se comportan de manera muy distinta». Varias ediciones entonces y una mexicana. Reeditado en 2019 con un nuevo prólogo por Las migas de pan también son pan, Madrid. |
| 1998 | El ángel de la frivolidad y su máscara oscura (Mundo y literatura de Álvaro Retana). Ed. Pre-Textos.                              | Ensayo sobre la vida y la literatura de Álvaro Retana. |
| 2000 | Teorías y poetas. Ed. Pre-Textos, Valencia.                                                                                       | Ensayos genéricos sobre los poetas de la «generación del 80». |
| 2000 | Caravaggio, exquisito y violento. Ed. Planeta, Barcelona.                                                                         | Aproximación biográfica sobre el pintor: «Este libro procede de una obsesión y una fascinación por la obra y la figura de Caravaggio, genio mayor de la pintura y hombre turbulento». Reeditado por Cabaret Voltaire en 2014. |
| 2000 | Diccionario esencial del fin de siglo. Ed. Valdemar, Madrid.                                                                      | Recoge los términos fundamentales que configuran, caracterizan y marcan la crisis del fin de siglo. |
| 2001 | Wilde total. Ed. Planeta, Barcelona.                                                                                              | Aproximación biográfica ampliada sobre el escritor, el tomo se cierra con una bibliografía esencial y una cronología. |
| 2001 | Los andróginos del lenguaje. Ed. Valdemar, Madrid (artículos).                                                                    | Recopilación de artículos escritos entre 1987 y el 2000. |
| 2002 | Mitomanías. Ed. Planeta, Barcelona.                                                                                               | Aproximación biográfica sobre 37 personajes españoles. |
| 2002 | Luis Cernuda, poeta, mundo, demonio. Ed. Omega, Barcelona.                                                                        | Aproximación biográfica sobre el escritor que incluye una antología de poemas en verso y en prosa del retratado (seleccionados por el propio Villena). |
| 2002 | Rebeldía, Clasicismo y Crisis (Luis Cernuda, asedios plurales a un poeta príncipe). Ed. Pre-Textos, Valencia (artículos).         | Una colección de estudios sobre el personaje en el centenario de su nacimiento. |
| 2004 | Madrid. Ed. Península, Barcelona.                                                                                                 | En palabras de su autor: «No, este libro no es ni ha querido ser una Guía de Madrid. Hay muchas. Tampoco un diccionario de madrileños o vecinos ilustres de la Villa. También existe tal diccionario. Nada, pues, de enciclopedias ni de sistema. Este es mi libro sobre Madrid». |
| 2007 | La felicidad y el suicidio. Ed. Bruguera, Barcelona.                                                                              | Ensayo sobre la felicidad y el suicidio. |
| 2007 | Parejas de sexo igual. Ed. Littera.                                                                                               | Recopilación de artículos publicados en el diario El Mundo durante el verano de 2005. |
| 2008 | Héroes, atletas, amantes. Historia esencial del desnudo masculino. Ed. Península, Barcelona.                                      | Aproximación a un tema esencial del arte. |
| 2008 | Decadencias. Prólogo de David Pujante, Universidad de Valladolid.                                                                 | Conjunto de artículos varios; en palabras de su autor: «Nunca me he considerado periodista, pero sí un escritor que ha sido gozosamente tentado por el periodismo». |
| 2008 | Biblioteca de clásicos para uso de modernos. Diccionario personal de griegos y latinos. Gredos, Barcelona-Madrid                  | Diccionario personal que se sustenta en la afición personal del autor con los clásicos grecolatinos. Reeditado en RBA, Barcelona en 2022. |
| 2009 | El Gatopardo. (La transformación y el abismo). Gedisa Editorial, Barcelona.                                                       | Ensayo sobre la novela de Giuseppe Tomasi de Lampedusa y la homónima película de Luchino Visconti. |
| 2010 | Nuevas semblanzas y generaciones Pre-Textos, Valencia.                                                                            | Aproximación biográfica a escritores que Luis Antonio de Villena conoció y trató personalmente. |
| 2011 | Diccionario de mitos clásicos para uso de modernos. Gredos, Madrid.                                                               | Diccionario personal que se sustenta en la afición personal del autor con los clásicos grecolatinos. |
| 2011 | Mártires de la Belleza. Cabaret-Voltaire, Barcelona.                                                                              | Según la descripción oficial: «Bellos y bellas, muy a menudo, cuando sólo es belleza su equipaje (o nadie sabe ver más) terminan sus efímeras carreras en la sordidez, el olvido o el lodo, y en cualquier caso completamente olvidados de ese mundo que los aplaudió y deseó cuando eran hermosos». |
| 2013 | André Gide (La evolución del intelectual moderno). Cabaret-Voltaire, Barcelona.                                                   | Ensayo literario sobre André Gide, recorrido por su evolución intelectual. |
| 2014 | Los placeres del arte. Ediciones Calligraf, Girona.                                                                               | Recopilación de artículos sobre artes plásticas. |
| 2014 | Lúcidos bordes de abismo: memoria personal de los Panero. Fundación Lara. Planeta, Sevilla.                                       | Ensayo y memoria sobre la relación del autor con los Panero. |
| 2016 | Nueva York/Babilonia. Los años de la edad maldita. Stella Maris, Barcelona.                                                       | Ensayo sobre Nueva York, de Warhol a Burroughs. |
| 2017 | Baroja: un anarquista de derechas. Ipso Ediciones, Pamplona.                                                                      | Ensayo sobre Pío Baroja. |
| 2021 | Añoranza y necesidad de la Tercera España. Breviarios Athenaica, Sevilla.                                                         | Breve ensayo sobre las "dos Españas" y la idea de una "tercera" superadora y mejor. |
| 2022 | El Amor. Siglo de Oro. Amores santos, decibles, indecibles y sesgados. Compañía Nacional de Teatro Clásico.                       | Breviario sobre todas las formas que reviste el Amor en nuestro Siglo de Oro. |
| 2023 | Brines, la vida secreta de los versos (Historia de una amistad). Editorial Renacimiento, Sevilla                                  | Ensayo dedicado al escritor y poeta Francisco Brines. |
| 2023 | Preliminar a La imagen sonora | Nota preliminar al poemario La imagen sonora de Javier Mateo Hidalgo (Vitrubio). |
| 2023 | La dolce vita. Breve diccionario sentimental de Italia. Fórcola Ediciones, Madrid.                                                | Ensayo breve dedicado a figuras de la cultura italiana como Dante, Petrarca, Leopardi, Carducci, Italo Calvino, Pier Paolo Pasolini, Luchino Visconti, Bernardo Bertolucci, Gianni Versace, Italo Svevo, Carlo Levi, Giacomo Leopardi o Umberto Eco. |
| 2023 | Los mundos infinitos de Lorca. Tintablanca, Madrid.                                                                               | Síntesis y análisis novedosos de la vida y obra de García Lorca. Ilustraciones abundantes del pintor Juan Vida. |